# 齊氏狸天竺鯛
齊氏狸天竺鯛（学名：Zoramia gilberti），又名大面側仔、大目側仔，为輻鰭魚綱鈎頭魚目天竺鯛科狸天竺鯛屬下的一个种，種名為了紀念史丹佛大學的美國魚類學家和漁業生物學家Charles H. Gilbert（1859-1928 年），分布於西太平洋區，從日本至澳洲、帛琉、印尼至所羅門群島、新喀里多尼亞海域，深度2至10公尺，本魚體長圓而側扁、頭大、眼大、口大且斜裂，頜齒細小，鋤骨和腭骨通常具齒，舌上無齒，前鰓蓋後緣呈弱鋸齒狀，體半透明呈淡棕色，頭部和身體前部有藍色斑點，腹部銀藍色，尾鰭基部呈暗色，上下葉尖端有小黑點，背鰭2個，尾鰭深叉形，背鰭硬棘7枚、背鰭軟條9枚、臀鰭硬棘2枚、臀鰭軟條9枚，體長可達5.5公分，棲息在有枝狀珊瑚生長的潟湖，成群活動，夜間活動，屬肉食性，繁殖期時，雄魚具有口孵習性，卵約7日化成仔魚，由雄魚吐出，具短暫的仔魚飄浮期，生活習性不明，可做為觀賞魚。